# Сан-Франциско (полуостров)
Полуостров Сан-Франциско (англ. San Francisco Peninsula) — полуостров, разделяющий залив Сан-Франциско и Тихий океан.
На севере полуострова расположен город Сан-Франциско и знаменитый мост Золотые Ворота. На юге полуострова расположен город Вудсайд, части города Сан-Хосе и знаменитой Кремниевой долины (Лос-Алтос и др.), а также город Хилсборо.